# Žarko Dadić
Žarko Dadić (Split, 11. srpnja 1930.) hrvatski matematičar i povjesničar znanosti, akademik

## Djela
- "Spomenica Hrvatskoga prirodoslovnog društva: 1885. – 1985.: u povodu stote obljetnice postojanja", Hrvatsko prirodoslovno društvo, Zagreb, 1985.
- "Egzaktne znanosti hrvatskog srednjovjekovlja", Globus, Zagreb, 1991.
- "Egzaktne znanosti u Hrvata u doba prosvjetiteljstva", Matica hrvatska, Zagreb, 2004., ISBN 953-150-704-X